# Rio Beás
O rio Beás (em hindi: ब्यास; em sânscrito: विपाशा; romaniz.: Vipasa; em panjabi: ਬਿਆਸ), também chamado ou grafado Biás e Bias, é um rio que atravessa os estados indianos de Himachal Pradexe e Panjabe. Era conhecido como rio Arjikuji, Arjikuja ou Vipas nas antigas civilizações do vale do Indo, e como Hífasis (Hyphasis) pelos antigos gregos.
O nome actual de Beás, é, segundo se crê, uma corruptela da palavra Vyas, o nome de Veda Viasa, o autor da grande epopeia hindu, o Maabárata. O rio Beás determinou a fronteira oriental das conquistas realizadas por Alexandre Magno em 326 a.C. Nasce em Beas Kund, junto ao passo de Rohtang, a 3 960 metros de altitude, no Himachal Pradexe, e junta-se ao rio Sutle em Harike Pattan, a sul de Amritsar no Panjabe indiano. O Sutle flui para Panjabe paquistanês e une-se ao rio Chenab para formar o rio Panjnad, que se une depois ao rio Indo cerca de 40 km a leste de Rajanpur.
As águas dos rios Beás e Sutle estão atribuídas à Índia nos termos do Tratado das águas do Indo entre a Índia e o Paquistão.